# Waleri Wiktorowitsch Schitowalow
Waleri Wiktorowitsch Schitowalow (russisch Шитовалов Валерий Викторович, ukrainisch Валерій Вікторович Шитовалов Walerij Wiktorowytsch Schytowalow; * 1. Februar 1940 in Simferopol, ASSR der Krim; † 26. Juli 2013 in Simferopol, Ukraine) war ein sowjetischer und ukrainischer Theater- und Filmschauspieler.

## Leben
Waleri Schitowalow wuchs zusammen mit seiner Schwester bei seiner Mutter im Gebiet der Hauptstadt Simferopol auf. Nach dem Schulabschluss bewarb er sich am Maxim-Gorki-Theater in Simferopol und wurde angenommen, obwohl er keine Ausbildung als Schauspieler hatte.
Von 1958 bis 1988 war er als Schauspieler an verschiedenen Schauspielhäusern in Schadrinsk, Kursk, Magnitogorsk, Orenburg, Wladimir, Sewastopol und Krasnodar engagiert. Ab 1988 war er am Maxim-Gorki-Theater in Simferopol fest engagiert.
Er unterrichtete Regie und Schauspiel an der Krimfiliale der Kiewer National Universität für Kultur und Kunst, war Fachbereichsleiter für darstellende Kunst und Tanz und schließlich Professor und Dekan am Lehrstuhl für Regie der Krimuniversität für Kultur, Kunst und Tourismus.
Schitowalow war mit der Schauspielerin Swetlana Michailowna Kalganowa verheiratet, die als verdiente Künstlerin der RSFSR (1980) und einem Preis der Autonomen Republik Krim ausgezeichnet wurde. Das Paar hat eine gemeinsame Tochter.

## Filmografie
- 1978: Sommerfahrt ans Meer
- 1981: Кольцо из Амстердама
- 1981: Durch Gobi und Chingan
- 2002: Heirat aus Berechnung
- 2012: Meine einzige Sünde
- 2014: Dort, wo du bist

## Auszeichnungen
- 1978: Verdienter Künstler der RSFSR
- 1992: Volkskünstler der Ukraine
- 1994: Nationalpreisträger der Autonomen Republik Krim
- 1996: A. Butschma – Gedächtnispreise der Vereinigung der Theaterschaffende der Ukraine
- 2000: Verdienter Künstler der Autonomen Republik Krim (2000)
- Silbermedaille A. Popow
- Ehrenzeichen der Autonomen Republik Krim „Für die Pflichttreue“

| Personendaten    | Personendaten                                                                        |
| ---------------- | ------------------------------------------------------------------------------------ |
| NAME             | Schitowalow, Waleri Wiktorowitsch                                                    |
| ALTERNATIVNAMEN  | Викторович, Шитовалов Валерий (russisch); Шитовалов, Валерій Вікторович (ukrainisch) |
| KURZBESCHREIBUNG | sowjetischer und ukrainischer Theater- und Filmschauspieler                          |
| GEBURTSDATUM     | 1. Februar 1940                                                                      |
| GEBURTSORT       | Simferopol, ASSR der Krim                                                            |
| STERBEDATUM      | 26. Juli 2013                                                                        |
| STERBEORT        | Simferopol, Ukraine                                                                  |